# مارينا تانكاسكايا
مارينا تانكاسكايا (بالأذرية: Marina Tankaskaya)‏ مواليد 30 يوليو 1983 في باكو، هي لاعبة كرة يد أذربيجانية تلعب كوسط مدافع. تلعب حاليا في الدوري التركي لكرة اليد للسيدات. مثلت منتخب بلادها.